# Microplexia viridaria
Microplexia viridaria là một loài bướm đêm trong họ Noctuidae.